# Uhlstädt-Kirchhasel
Uhlstädt-Kirchhasel är en kommun i Landkreis Saalfeld-Rudolstadt i förbundslandet Thüringen i Tyskland.